# Christoph von Seiler
Christoph von Seiler, vollständiger Name Christoph Wilhelm Heinrich Alphons von Seiler (* 29. Mai 1822 in Nürnberg; † 11. Oktober 1904 ebenda) war ein deutscher Jurist und Zweiter Bürgermeister von Nürnberg.

## Leben
Christoph Seiler, Sohn des 3. Pfarrers von St. Sebald, besuchte bis 1840 das Egidiengymnasium in Nürnberg. Er studierte in Erlangen, Heidelberg und München Rechtswissenschaften und war danach beim Landgericht Kulmbach, am Kreis- und Stadtgericht Nürnberg sowie am Kriminal- und Schwurgericht Ansbach tätig, ferner bei verschiedenen Advokaten. Während seines Studiums in Erlangen wurde er 1841 Mitglied der Burschenschaft der Bubenreuther. Während der Revolution von 1848/49 trat Seiler dem Konstitutionellen Verein bei. 1851 wurde er für ein Jahr als Verweser einer Rechtsratsstelle in den Magistrat der Stadt Nürnberg gewählt. Von 1852 bis 1861 war er rechtskundiger Magistratsrat. Seiler engagierte sich in diesen Jahren vor allem für die Reorganisation der Kunstgewerbeschule unter dem neuen Direktor August Kreling und organisierte 1857 für die Stadt den Kauf des Scherleinsgartens für die Anlage der Marienvorstadt. 
Von 1861 bis 1893 stand Seiler als Zweiter Bürgermeisters mit den Ersten Bürgermeistern Maximilian von Wächter und Otto Stromer von Reichenbach an der Spitze der Stadtverwaltung. Er war in dieser Funktion vor allem mit dem städtischen Finanzwesens befasst und profilierte sich in diesen Jahren als ausgewiesener Verwaltungsexperte. Seine Tätigkeit stand dabei im Zeichen von Urbanisierung und Industrialisierung sowie der preußischen Besetzung infolge des Deutschen Krieges von 1866.
Seiler musste sein Ziel, für den laufenden Bedarf im Haushalt nachhaltige Deckung zu schaffen und damit eine Verschuldung der Stadt zu vermeiden, im Zuge notwendiger Großprojekte (Wasserversorgung, Schulhausbauten, Kanalisation, Schlachthof) in den 1880er Jahren aufgeben. Auf Seilers Initiative gehen die Bildung eines Verschönerungsausschusses und die Gründung der Stadtgärtnerei (Gartenbauamt) zurück. Ab 1860 stand er außerdem an der Spitze des Albrecht-Dürer-Vereins. 1861 war er als Zweiter Vorstand maßgeblich an der Organisation des Deutschen Sängerfests beteiligt. 
Im Zuge der Diskussion um den Abriss der Nürnberger Stadtbefestigung setzte er sich mit Nachdruck für ihren Erhalt ein. Seiler war der erste Kommunalbeamte, den die Stadt bei dessen Eintritt in den Ruhestand 1893 zu ihrem Ehrenbürger machte. Er liegt auf dem Johannisfriedhof begraben.
Seine Söhne waren der Bildhauer und Maler Johannes Seiler (1871–1954) und Christoph Seiler, Mitbesitzer der Nürnberger Kunstanstalt Johann Balthasar Stieber GmbH.

## Ehrungen
- 1867: Ritterkreuz 1. Klasse des Verdienstordens vom Heiligen Michael
- 1877: Portraitmedaille im Auftrag der Stadt Nürnberg anlässlich seines 25. Dienstjubiläums (Entwurf Adolf Gnauth, Ausführung Johann Wolfgang Rößner)[2]
- 1882: Ritterkreuz des Verdienstordens der Bayerischen Krone, verbunden mit dem persönlichen Adel
- 1893: Ehrenbürger von Nürnberg
- Nach ihm wurde die Seilerstraße im Stadtteil Mühlhof benannt.

## Schriften
- Einblicke in den Stadthaushalt Nürnberg vom Jahre 1818 an. Nürnberg 1868.
- Ein neues Unternehmungs-Programm der Stadt Nürnberg. Nürnberg 1888.
- Die außerordentlichen in der Zeit bis 1900 auszuführenden Unternehmungen. Nürnberg 1892.

## Archivalien
- Stadtarchiv Nürnberg, C 7/I Nr. 2400; E 1.
- StBN, Gen. Seiler 136.